# Cedusa angolensis
Cedusa angolensis är en insektsart som först beskrevs av Van Stalle 1984.  Cedusa angolensis ingår i släktet Cedusa och familjen Derbidae. Inga underarter finns listade i Catalogue of Life.